# Dravidosaurus
Genre
Espèce
Dravidosaurus est un genre fossile de « reptiles » décrit à partir de restes fossiles très altérés, découverts dans le sud de l'Inde près d'Ariyalur, au Tamil Nadu, dans des sédiments marins datés du Coniacien (Crétacé supérieur).

## Étymologie
Le nom de Dravidosaurus fait référence au Dravida Nadu, région du sud de l'Inde où les fossiles ont été trouvés.

## Historique et controverse
En 1979, les inventeurs de l'espèce Dravidosaurus blanfordi, seule espèce rattachée au genre, ont rapporté ses restes à ceux d'un stégosaurien. Ils décrivent un fragment de crâne, des dents, un sacrum des plaques osseuses et une pique comme en possèdent les stégosaures au bout de leur queue. Ces restes fossiles, très abîmés, ont été déposés dans un environnement marin où ils auraient été transportés par un fleuve, la dégradation des fossiles s'expliquant par leurs longs transport et séjour dans l'eau. 
Ce stégosaurien serait à la fois le plus petit ayant jamais existé (3 mètres de long) et aussi le plus récent stégosaurien identifié, ce groupe étant réputé avoir disparu à la fin du Crétacé inférieur,, soit environ 10 Ma (millions d'années) plus tôt.
En 1996, il est considéré comme un reptile marin plésiosaure nomen dubium par S. Chatterjee et al..
En 2004, cette attribution est rejetée par Galton et Upchurch (2004), qui considèrent que Dravidosaurus n'est pas un plésiosaure.
En 2017, Galton et Ayyasami reportent la découverte d'une plaque osseuse très mal conservée de stégosaurien, également en Inde du sud, mais trouvée dans formation de Kallamedu, une formation géologique fluvio-estuarienne encore plus récente, datée de la fin du Crétacé supérieur (Maastrichtien). Cette découverte parait confirmer la présence de stégosauriens au Crétacé supérieur, elle serait corroborée par l'identification de traces de pas de stégosauriens (ichnogenre Deltapodus), identifiées au sommet de la formation géologique de Lameta dans l'ouest de l'Inde, et également d'âge Maastrichtien.